# Красные колокола. Фильм 2. Я видел рождение нового мира
«Красные колокола. Фильм 2. Я видел рождение нового мира» — фильм режиссёра Сергея Бондарчука 1982 года о событиях 1917 года в России. В основу фильма положена книга Джона Рида «Десять дней, которые потрясли мир». Вторая часть дилогии «Красные колокола» посвящена жизни и профессиональной деятельности Джона Рида — революционного журналиста-коммуниста. 

## Сюжет
Автор попытался с максимальной достоверностью восстановить ход исторических событий 1917 года, от возвращения Ленина в Россию до Октябрьской революции. Широкими мазками даются масштабные картины массовых шествий и демонстраций, многолюдных съездов и митингов, поля сражений и улицы революционного Петрограда. Вот легендарный вокзал и знаменитое выступление с броневика приехавшего Ленина, вот многотысячная Июльская демонстрация и расстрел её войсками Временного Правительства. Вот разгром типографии газеты «Правда», откуда только что ушёл Ленин. Корниловщина, обучение красногвардейцев на площади, выступление Керенского в Таврическом дворце, историческое заседание ЦК большевиков о вооружённом восстании, коридоры революционного Смольного и Зимнего дворца — и везде на периферии событий маячит вездесущий американский журналист Джон Рид, неустанно строчащий в блокнот новости с места исторических событий.
Продолжая традиции Эйзенштейна, Сергей Бондарчук с документальной дотошностью воссоздаёт реальную картину событий. С этой целью он сознательно взял на основные роли актёров, ранее почти не снимавшихся, и показал в качестве действующих персонажей революции такие «запрещённые» исторические личности, как Л. Б. Каменев, Г. Е. Зиновьев, Л. Д. Троцкий.

## В ролях
- Франко Неро — Джон Рид
- Урсула Андресс — Мэйбл Додж
- Сидни Ром (в титрах «Сидней Ромм») — Луиза Брайант
- Анатолий Устюжанинов — Владимир Ленин
- Богдан Ступка — Александр Керенский
- Валерий Баринов — Николай Подвойский
- Александр Сайко — Антонов-Овсеенко
- Пётр Воробьёв — Альберт Рис Вильямс
- Вячеслав Бутенко — Лев Троцкий
- Мирдза Мартинсоне — Бесси Битти
- Тенгиз Даушвили — Иосиф Сталин
- Владимир Седов — Николай Кишкин
- Николай Буров — Михаил Терещенко[источник не указан 3149 дней]
- Даниил Домбровский — Яков Свердлов (озвучил Сергей Малишевский)
- Ярослав Барышев — Григорий Зиновьев
- Юльен Балмусов — Дзержинский
- Галикс Колчицкий — русский промышленник
- Янис Клушс — Эйно Рахья
- Елена Финогеева — Александра Коллонтай
- Валерий Захарьев — Панин
- Ирина Скобцева — графиня Панина
- Паул Буткевич — солдат на вокзале
- Олег Фёдоров — полковник Г. П. Полковников
- Борис Невзоров — Еремеев
- Лев Дуров — Шрейдер
- Николай Боярский — генерал
- Михаил Васильев — старший урядник
- Юрий Лазарев — офицер
- Александр Вдовин — матрос
- Родион Александров — Луначарский
- Олег Штефанко — офицер
- Александр Чуйков — Гучков

Эпизодическую роль исполнил Алексей Блинов в сцене штурма Зимнего дворца.

## Производство
Исполнителя на роль Александра Керенского долго не утверждали, до тех пор пока ассистенты не порекомендовали режиссёру Сергею Бондарчуку актёра Богдана Ступку. Для проб Ступка готовил выступление Керенского на трибуне Государственной Думы. После прогона Бондарчук вывел Ступку в коридор и за сигаретой порекомендовал «отпустить себя подсознательно», после чего сцена удалась.

## Награды
- Премия за лучший иностранный фильм. Индия, 1985 год;
- Государственная премия СССР — Сергей Бондарчук, 1984 год;
- Государственная премия СССР — Вадим Юсов, 1984 год.